# 朱莉·斯金纳
朱莉·斯金纳（英語：Julie Skinner，1968年4月23日—），旧姓萨顿（Sutton），加拿大女子冰壶运动员。她曾代表加拿大参加1992年和2002年冬季奥林匹克运动会冰壶比赛，获得一枚铜牌。